# مستشفى إتش كلينك التخصصي
مستشفى إتش كلينك هو أحد المستشفيات الخاصة الفلسطينية العاملة في الضفة الغربية، تأسس عام 2019 ويقع في مدينة البيرة. يشتمل المستشفى على أكثر من 40 عيادة تخصصية  وتبلغ قدرته السريرة 44 سريراً.

## الخدمات
يضم المستشفى أقسام عديدة، هي: قسم العناية المكثفة لحديثي الولادة، قسم العناية المكثفة، قسم الولادة والنساء، قسم وحدة الحوادث، قسم الطوارئ، وتتضمن غرفة طوارئ الأطفال، قسم الجراحة، قسم الباطني، العمليات الجراحية، العيادات، المختبر، الأشعة والصيدلية.

## وصلات خارجية
- موقع مستشفى إتش كلينك التخصصي الرسمي